# Challenger de Milán 2024
El torneo Aspria Tennis Cup 2024 fue un torneo de tenis perteneció al ATP Challenger Tour 2024 en la categoría Challenger 75. Se trató de la 18.ª edición; el torneo tuvo lugar en la ciudad de Milán (Italia), desde el 24 hasta el 30 de junio de 2024 sobre pista de tierra batida al aire libre.

## Jugadores participantes del cuadro de individuales
| Preclasificado | País                    | Jugador                   | Rank1 | Posición en el torneo |
| 1              | Bandera de España       | Albert Ramos              | 108   | Segunda ronda         |
| 2              | Bandera de Perú         | Juan Pablo Varillas       | 164   | Segunda ronda         |
| 3              | Bandera de China Taipéi | Tseng Chun-hsin           | 170   | Cuartos de final      |
| 4              | Bandera de Polonia      | Maks Kaśnikowski          | 230   | Primera ronda         |
| 5              | Bandera de Italia       | Enrico Dalla Valle        | 155   | Semifinales           |
| 6              | Bandera de España       | Javier Barranco Cosano    | 252   | Primera ronda         |
| 7              | Bandera de Bélgica      | Gauthier Onclin           | 260   | Primera ronda         |
| 8              | Bandera de España       | Nikolás Sánchez Izquierdo | 263   | Segunda ronda         |

- 1 Se ha tomado en cuenta el ranking del 17 de junio de 2024.

### Otros participantes
Los siguientes jugadores recibieron una invitación (wild card), por lo tanto ingresan directamente al cuadro principal (WC):
- Marco Cecchinato
- Federico Cinà
- Andrea Picchione

Los siguientes jugadores ingresan al cuadro principal tras disputar el cuadro clasificatorio (Q):
- Federico Arnaboldi
- Ignacio Buse
- Gabriel Debru
- Federico Gaio
- Federico Agustín Gómez
- Carlos Taberner

## Campeones

### Individual Masculino
- Federico Agustín Gómez derrotó en la final a  Filip Cristian Jianu por 6–3, 6–4

### Dobles Masculino
- Andre Begemann /  Jonathan Eysseric derrotaron en la final a  Petr Nouza /  Patrik Rikl por 2–6, 6–4, [10–6]